# Stelle più massicce conosciute

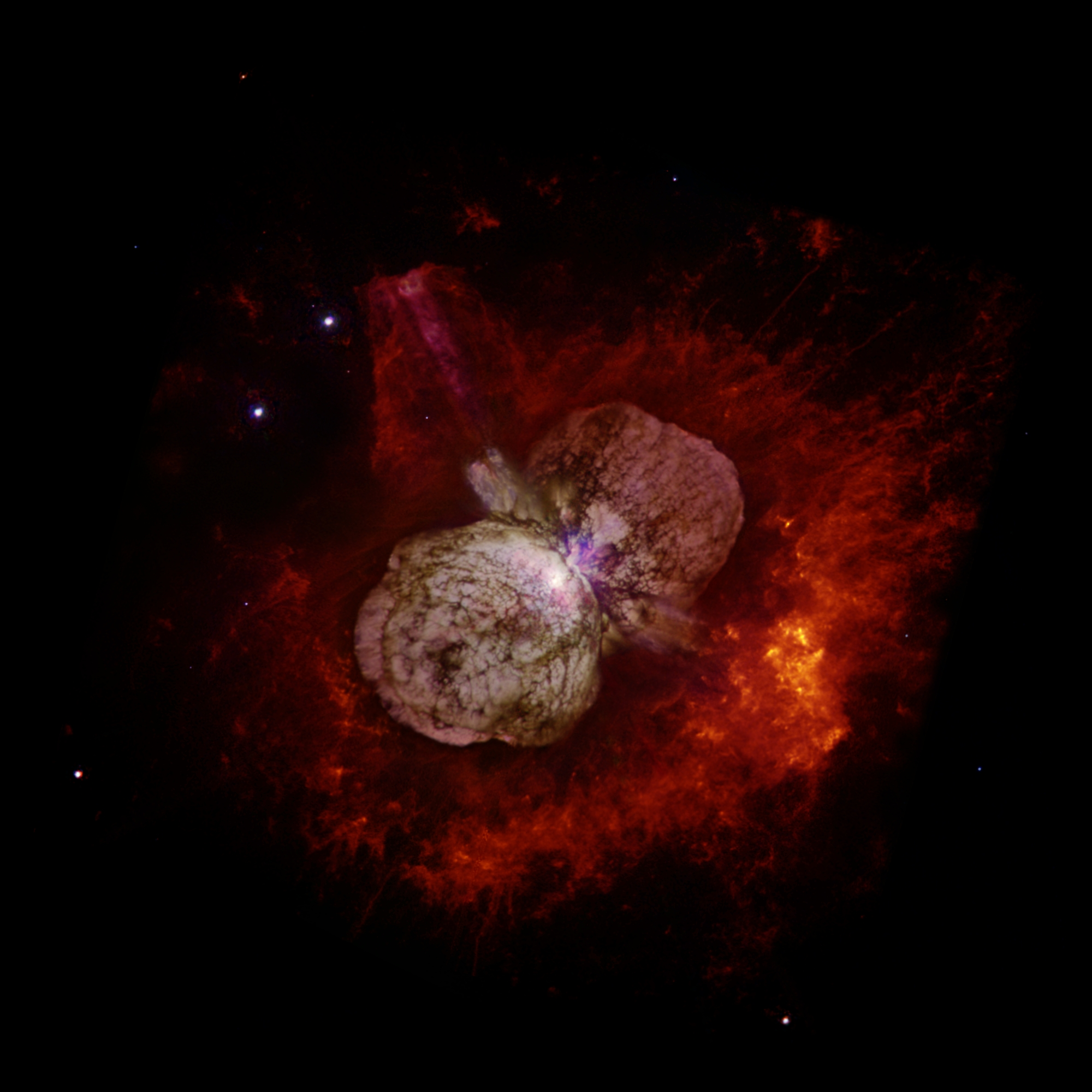
Eta Carinae, con le sue 150 masse solari, è la stella più massiccia conosciuta della Via Lattea

La seguente è una lista delle  stelle più massicce conosciute, ordinate secondo la loro massa, espressa in unità solari (Sole = 1).
La massa è la caratteristica più importante di una stella: infatti, in associazione con la composizione chimica, ne determina la luminosità, le dimensioni fisiche e il suo destino finale. Per via della loro grande massa, buona parte delle stelle presenti in questa lista terminerà la propria evoluzione esplodendo in supernovae e collassando in buco nero.

## Incertezze sulle stime
Le masse riportate nella lista sono puramente teoriche, poiché sono state ricavate mediante una difficoltosa misurazione delle temperature e delle luminosità assolute delle stelle; pertanto, tutte le masse riportate sono incerte e potrebbero rivelarsi, col progredire delle tecniche osservative, completamente errate. Ad esempio, la massa di VV Cephei, sulla base delle proprietà osservate, potrebbe essere compresa tra 25 e 40 masse solari, oppure supererebbe le 100.
In questa lista, le masse più affidabili sarebbero forse quelle di A1 e WR20a, ottenute tramite misure astrometriche dirette: infatti, A1 e WR20a sono entrambi membri di sistemi binari, e risulta abbastanza semplice misurare direttamente la massa di ciascuna componente del sistema studiando il moto che ciascuna compie, nel rispetto delle leggi di Keplero, attorno al centro di massa del sistema. Nel caso di A1 e WR20a, entrambe binarie a eclisse, la misurazione è stata resa più accurata anche dal calcolo delle loro velocità radiali e delle curve di luce.
La rarità delle stelle massicce e la loro grande distanza dal sistema solare (si trovano infatti a diverse migliaia di anni luce di distanza) rendono ancora più difficili le misurazioni; inoltre, sembra che gran parte di esse siano circondate da nebulose di gas e polveri, emesse dalle stesse, che contribuiscono ulteriormente a complicare il lavoro di rilevamento della temperatura e della luminosità. Per questo motivo, gran parte delle masse è oggetto di disputa e spesso soggetto a revisioni.

## Il ruolo del limite di Eddington
Gli astrofisici hanno per lungo tempo teorizzato che se una protostella, durante l'accrescimento, raggiunge e supera le 120-150 masse solari, deve necessariamente accadere qualcosa di drastico che ne freni l'accrescimento. Anche se questo limite diviene meno restrittivo se si prendono in considerazione le primissime stelle di popolazione III, la cui massa superava abbondantemente le 150 masse solari e forse arrivava a raggiungere le 250-300, se esistesse nell'attuale età dell'universo una stella con massa superiore a 150 masse solari gli astrofisici dovrebbero completamente rivedere i modelli dell'evoluzione stellare.
Tale limite, detto limite di Eddington, sussiste perché le stelle con le masse maggiori conducono le reazioni di fusione nucleare a velocità molto elevate, che risultano tanto più alte quanto più è elevata la massa. Per quanto riguarda una stella sufficientemente massiccia, la pressione di radiazione generata dalle reazioni controbilancia esattamente la forza di gravità, che tenderebbe a far collassare la stella. Oltre questo limite, la pressione di radiazione tenderebbe ad espellere gli strati esterni della stella, o comunque innescherebbe un processo di perdita di massa che riporta la stella a valori di massa associati a livelli di energia sostenibili. In teoria, una stella supermassiccia non riuscirebbe a mantenere completamente la propria massa, a causa della perdita di massa dovuta alla continua fuoriuscita di materia sotto forma di vento stellare.
Uno studio sulle stelle che compongono l'ammasso Arches, il più denso ammasso della Via Lattea, ha confermato che non vi sono stelle con masse superiori a 150 volte quella del nostro Sole.
Tuttavia la scoperta di R136a1 mette seriamente in questione la validità del limite di Eddington: questa stella infatti possiederebbe una massa di circa 200 M☉ ed una luminosità pari a 10 milioni di volte quella solare.
La recente messa in funzione dell'array di telescopi ad infrarossi ALMA (Atacama Large Millimeter/submillimeter array) ha permesso l'individuazione nella nube oscura di Spitzer di una protostella di circa a 500 M☉, in aumento
. Si ipotizza che il processo di accrescimento potrebbe concludersi con la generazione di una stella di 100 M☉.

## Lista delle stelle più massicce conosciute
Segue ora una lista con le stelle la cui massa stimata è uguale o superiore a 25 masse solari (M☉):
| Nome                         | Massa (M☉)             | Galassia di appartenenza  | Note          |
| ---------------------------- | ---------------------- | ------------------------- | ------------- |
| BAT99-98                     | 226                    | Grande Nube di Magellano  | [ 4 ]         |
| R136a1                       | 196                    | Grande Nube di Magellano  | [ 5 ]         |
| Melnick 42                   | 189                    | Grande Nube di Magellano  | [ 6 ]         |
| R136a3                       | 155                    | Grande Nube di Magellano  | [ 5 ]         |
| HD 15558                     | 152                    | Via Lattea                | [ 7 ] [ 8 ]   |
| R136a2                       | 151                    | Grande Nube di Magellano  | [ 5 ]         |
| Melnick 34                   | 147                    | Grande Nube di Magellano  | [ 9 ]         |
| VFTS 682                     | 150                    | Grande Nube di Magellano  | [ 10 ]        |
| R136c                        | 142                    | Grande Nube di Magellano  | [ 11 ]        |
| LH 10-3209 A                 | 140                    | Grande Nube di Magellano  | [ 12 ]        |
| HD 97950 B                   | 132 ± 13               | Via Lattea                | [ 13 ]        |
| HD 269810                    | 130                    | Grande Nube di Magellano  | [ 14 ]        |
| R136a7                       | 127                    | Grande Nube di Magellano  | [ 15 ]        |
| Stella Pistola               | 80-150                 | Via Lattea                |               |
| HD 93129 A + B               | A:120, B:80            | Via Lattea                |               |
| WR 42e                       | 123                    | Grande Nube di Magellano  | [ 18 ]        |
| R136a6                       | 121                    | Grande Nube di Magellano  | [ 11 ]        |
| BAT99-119 (R145)             | 120                    | Via Lattea                |               |
| HD 93250                     | 118                    | Via Lattea                |               |
| R136a5                       | 116                    | Grande Nube di Magellano  | [ 15 ]        |
| R136a4                       | 108                    | Grande Nube di Magellano  | [ 15 ]        |
| Arches-F9                    | 111–131                | Via Lattea                | [ 19 ]        |
| NGC 3603 A1 A                | 116                    | Via Lattea                |               |
| Cygnus OB2-12                | 110                    | Via Lattea                |               |
| Arches-F1                    | 111–131                | Via Lattea                | [ 19 ]        |
| Arches-F6                    | 111–131                | Via Lattea                | [ 19 ]        |
| WR 21a                       | 103,6                  | Via Lattea                | [ 20 ]        |
| BAT99-33 (R99)               | 101                    | Grande Nube di Magellano  | [ 4 ]         |
| Eta Carinae A                | 100                    | Via Lattea                |               |
| WR 102ka                     | 100                    | Via Lattea                |               |
| Cygnus OB2-15                | 100                    | Via Lattea                |               |
| Pismis 24-1SW (HD 319718) AB | A:74, B:66             | Via Lattea                |               |
| Sk-71 51                     | 80                     | Grande Nube di Magellano  | [ 21 ]        |
| R 66                         | 70                     | Grande Nube di Magellano  |               |
| Compagna di M33 X-7          | 70                     | Galassia del Triangolo    | [ 22 ]        |
| LH54-425 A + B               | A:62, B:37             | Grande Nube di Magellano  | [ 23 ]        |
| Var 83 in M33                | 60-85                  | Galassia del Triangolo    | [ 24 ]        |
| Zeta1 Scorpii                | 65                     | Via Lattea                | [ 25 ]        |
| Alnilam                      | 64,5                   | Via Lattea                | [ 26 ]        |
| Sher 25 in NGC 3603          | 60                     | Via Lattea                | [ 27 ]        |
| WR 102ea                     | 58                     | Via Lattea                |               |
| Plaskett A + B               | A:43, B:51             | Via Lattea                | [ 28 ] [ 29 ] |
| AG Carinae                   | 50                     | Via Lattea                |               |
| IRS-8*                       | 44.5                   | Via Lattea                | [ 30 ]        |
| HD5980 A + B                 | A:40-62, B:30          | Piccola Nube di Magellano | [ 31 ] [ 32 ] |
| IRAS 05423-7120              | 40                     | Grande Nube di Magellano  | [ 21 ]        |
| Rho Cassiopeiae              | 40                     | Via Lattea                |               |
| Ammasso R136                 | 12 stelle: tra 37 e 76 | Grande Nube di Magellano  |               |
| P Cygni                      | 37                     | Via Lattea                | [ 33 ]        |
| Naos                         | 33                     | Via Lattea                |               |
| Alnitak Aa                   | 33                     | Via Lattea                |               |
| Alfa Camelopardalis          | 31                     | Via Lattea                |               |
| R 126                        | 30                     | Grande Nube di Magellano  |               |
| V444 Cygni A                 | 27,9                   | Via Lattea                |               |
| Kappa Cassiopeiae            | 27                     | Via Lattea                |               |
| IRS 15                       | 26                     | Via Lattea                | [ 34 ]        |

## Buchi neri
I buchi neri sono tra gli oggetti più massicci dell'universo; si distinguono, in base alla propria massa, in tre categorie:
- buchi neri stellari: oggetti con masse non superiori a 15 M☉, che nascono dal collasso di una stella massiccia giunta al termine della propria evoluzione.
- buchi neri di massa intermedia: masse comprese tra 100 e 10 000 M☉, situati al centro di alcuni ammassi globulari.
- buchi neri supermassicci: oggetti con masse milioni di volte quella del Sole, situati spesso al centro delle galassie.